# Trou des Nutons
Le Trou des Nutons est un rocher d'escalade situé sur la commune d'Esneux, au village de Méry, dans la province de Liège, en Belgique.

## Description
Situé à flanc de colline au-dessus de l'Ourthe, presque au sommet du versant, c'est un petit rocher vertical orienté à l’ouest, en bon calcaire de 8 m de haut sur 14 m de long, caractérisé par un porche profond d’une dizaine de mètres sur 4 de large et de 5 m de haut.
Le Trou des Nutons a servi d'habitat préhistorique et fait l’objet de fouilles.
L’endroit est calme et pittoresque.